# Pieter Jacobs (wielrenner)
Pieter Jacobs (Brasschaat, 6 juni 1986) is een voormalig Belgisch wielrenner.

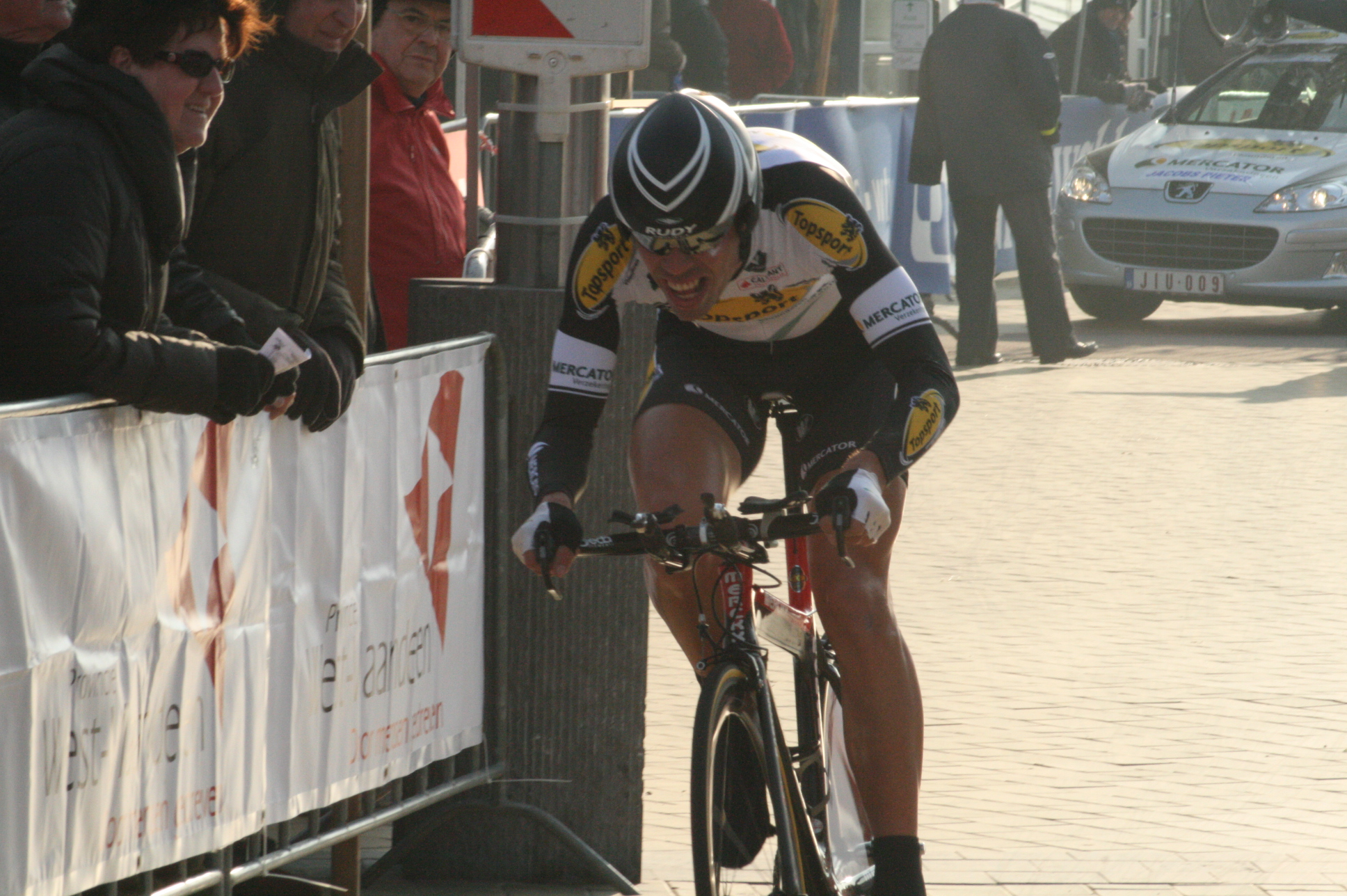
Jacobs in 2011, tijdens de proloog van de Driedaagse van West-Vlaanderen

## Overwinningen
2001
Keerbergen
2002
 Belgisch kampioen op de weg, Nieuwelingen
Keizer der Nieuwelingen Tielt
Ekeren
2003
Curitas Classic, junioren
Provinciaal Kampioenschap Antwerpen, junioren
2004
4e etappe Ronde van Toscane, junioren
Alpenklassieker, junioren
Curitas Classic, junioren
Ster van Zuid-Limburg, junioren
Harzé
2005
2e etappe Ronde van Namen
2006
 Jongerenklassement Ronde van Navarra
2011
Tussensprintklassement Ronde van Wallonië
2013
 Omloop van het Waasland
Schaal Sels
2014
Buggenhout-Opstal
2016
Memorial Jos Huysmans
2018
Meer-Hoogstraten
GP Fernand Destoquay
Memorial Staf Segers
Stan Ockers Classic
 Eindklassement Ronde van Vlaams-Brabant
Bornem
Kieldrecht
2019
1e etappe Arden Challenge
Lommel-Lutlommel
Kampioenschap van het Waasland
1e etappe Ronde van Vlaams-Brabant
Booischot

## Resultaten in voornaamste wedstrijden

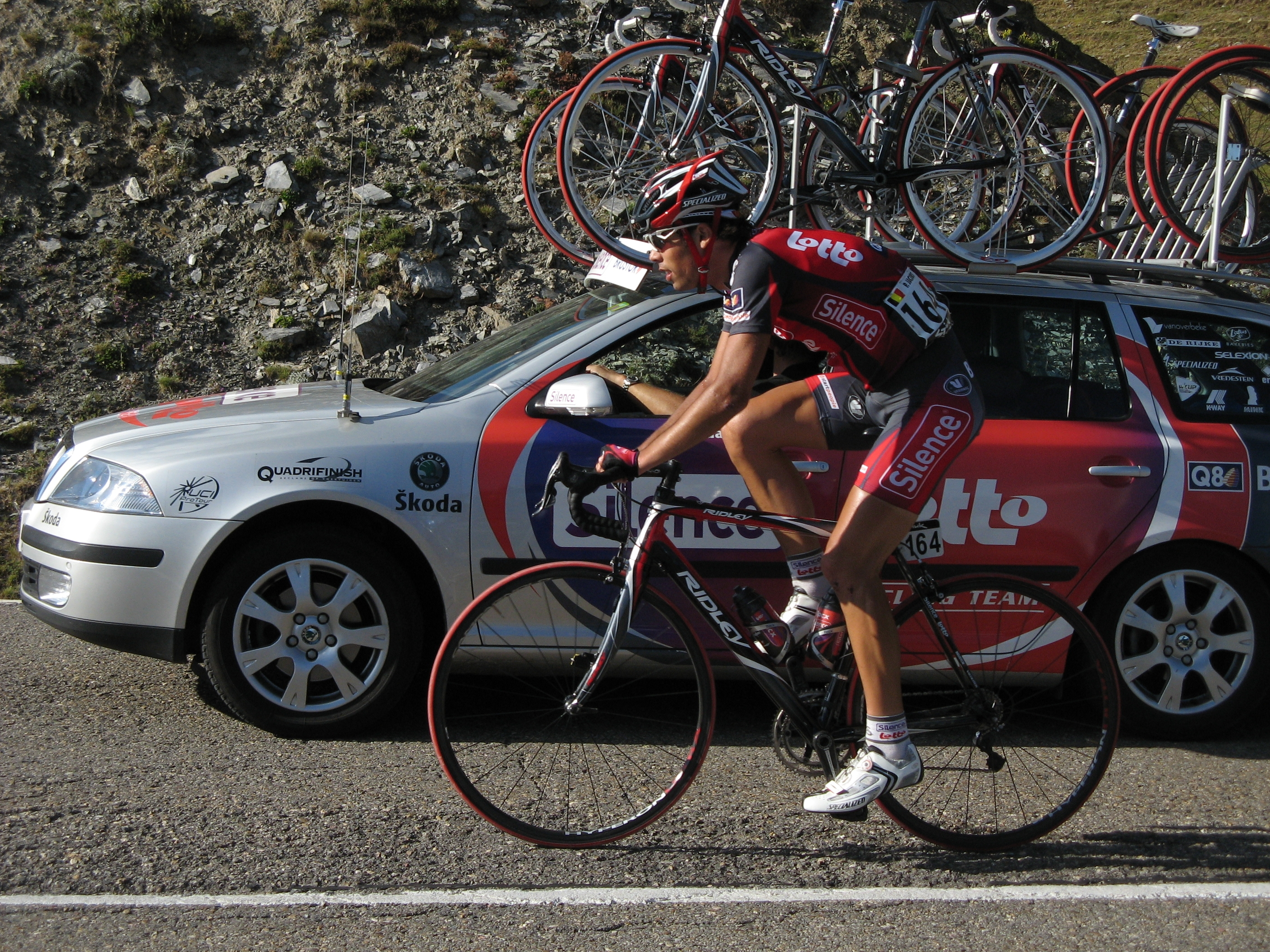
Jacobs in 2008, tijdens de achtste etappe van de Ronde van Spanje

| Jaar | Ronde van Italië | Ronde van Frankrijk | Ronde van Spanje |
| ---- | ---------------- | ------------------- | ---------------- |
| 2007 |                  |                     |                  |
| 2008 |                  |                     | 91e              |
| 2009 | 125e             |                     |                  |
| 2010 |                  |                     |                  |
| 2011 |                  |                     |                  |
| 2012 |                  |                     |                  |
| 2013 |                  |                     |                  |
| 2014 |                  |                     |                  |
| 2015 |                  |                     |                  |

| Jaar | Gent-Wevelgem | Ronde van Vlaanderen | Amstel Gold Race | Luik-Bast.‑Luik | Waalse Pijl | Eschborn-Frankfurt |
| ---- | ------------- | -------------------- | ---------------- | --------------- | ----------- | ------------------ |
| 2007 | 92e           |                      |                  |                 |             |                    |
| 2008 | 152e          |                      |                  | 105e            |             |                    |
| 2009 |               |                      |                  | 113e            |             |                    |
| 2010 |               | opgave               | opgave           |                 | opgave      |                    |
| 2011 | 114e          | 89e                  | 81e              | 92e             | 97e         | 31e                |
| 2012 |               | 51e                  | 51e              | opgave          | 77e         |                    |
| 2013 |               | 99e                  | 58e              | 127e            | 137e        |                    |
| 2014 |               |                      | 84e              | 100e            | 88e         | 4e                 |
| 2015 |               |                      | 84e              |                 | 86e         |                    |

## Ploegen
- 2005 -  Amuzza.com-DAVO
- 2006 -  Unibet-Davo (tot 31-7)
- 2006 -  Unibet.com (stagiair vanaf 1-8)
- 2007 -  Unibet.com
- 2008 -  Silence-Lotto
- 2009 -  Silence-Lotto
- 2010 -  Topsport Vlaanderen-Mercator
- 2011 -  Topsport Vlaanderen-Mercator
- 2012 -  Topsport Vlaanderen-Mercator
- 2013 -  Topsport Vlaanderen-Baloise
- 2014 -  Topsport Vlaanderen-Baloise
- 2015 -  Topsport Vlaanderen-Baloise
- 2016 -  Crelan-Vastgoedservice
- 2017 -  Hubo-Aerts Action Bike CT
- 2018 -  Hubo-Aerts Action Bike CT
- 2019 -  Hubo-Titan Cargo
- 2019 -  Dekupa
- 2020 -  Dekupa

Boucher · Bouquet · Bruylandts · Castresana · Coenen · Cooke · Domínguez · Gabriel · García Quesada · Gardeyn · Hunt · Ljungblad · Omloop · Pasamontes · Pronk · Renäng · Serpellini · ten Dam · Thijs · Traksel · Van de Wouwer · Vandenbroucke · Wilson · Zanotti · Bak (stagiair) · Jacobs (stagiair) · Vandenbergh (stagiair)
Chatoentsev · Carrara · Casper · Cooke · Coyot · Criel · Eichler · Gardeyn · Gołaś · Hunt · Jacobs · Kolesnikov · Larsson · Ljungblad · Pasamontes · Peña · Pronk · Rujano · Scheuneman · Suray · ten Dam · Thijs · Urán · Vandenbergh · Vinther · Wilson · Zanotti · Bideau (stagiair) · Persson (stagiair) · Van Der Schueren (stagiair)
Aerts · Bileka · Brandt · Cioni · Cornu · De Greef · Devenyns · De Vocht · D'Hollander · Dockx · Evans · Gardeyn · Gates · Hoste · Jacobs · Kaisen · Lloyd · McEwen · Popovytsj · Roelandts · Roesems · Sentjens · Steurs · Tjallingii · Van Avermaet · Van den Broeck · Van Huffel · Vansevenant · Vansummeren
Aerts · Brandt · Cretskens · De Greef · Dehaes · Dekker · Delage · D'Hollander · Dockx · Elijzen · Evans  · Gardeyn · Gilbert · Hoste · Jacobs · Kaisen · Lang · Ljungblad · Lloyd · Roelandts · Scheirlinckx · Sentjens · Stubbe · Van Avermaet · Van den Broeck · Vanendert · Vansummeren · Wegelius · Blythe (stagiair) · Boeckmans (stagiair) · Eijssen (stagiair)
Armée · Baugnies · Boeckmans · Coenen · De Gendt · De Ketele · Jacobs · G.Joseph · S.Joseph · Lodewyck · Mertens · Neirynck · Neyens · Steurs · Van Hecke · Van Staeyen · Van Vooren · Vanmarcke · Vandewalle · Vanspeybrouck · Jodts (stagiair) · Serry (stagiair) · Wallays (stagiair)
Armée · Baugnies · Boeckmans · Coenen · Cornu · De Ketele · De Vreese · Jacobs · Jodts · G.Joseph · S.Joseph · Mertens · Neirynck · Salomein · Serry · Steurs · Van Hecke · Van Staeyen · Van Vooren · Vanspeybrouck · Wallays · Waeytens (stagiair) 
Armée · Cornu · De Jonghe · De Ketele · De Vreese · Declercq · Jacobs · Jodts · Lietaer · Mertens · Neirynck · Salomein · Serry · Van Asbroeck · Van Hecke · Van Hoecke · Van Staeyen · Van Vooren · Vanoverberghe · Vandousselaere · Vanspeybrouck · Waeytens · Wallays
Armée · Cornu · De Buyst · De Jonghe · De Ketele · De Vreese · Declercq · Helven · Jacobs · Lampaert · Lietaer · Mertens · Neirynck · Salomein · Sprengers · Van Asbroeck · Van Hecke · Van Hoecke · Van Staeyen · Vanbilsen · Vandousselaere · Vanoverberghe · Vanspeybrouck · Waeytens · Wallays
Campenaerts · De Pauw · De Buyst · De Jonghe · De Ketele · Declercq · Helven · Jacobs · Lampaert · Lietaer · Rickaert · Salomein · Sprengers · Steels · Theuns · Van Asbroeck · Van Hecke · Van Hoecke · Vanoverberghe · Van Staeyen · Vanbilsen · Vanspeybrouck · Vergaerde · Waeytens ·  Wallays
Campenaerts · Capiot · De Ketele · De Pauw · De Tier · Declercq · Helven · Jacobs · Lietaer · Naesen · Rickaert · Salomein · Sprengers · Steels · Theuns · Van Hecke · Van Hoecke · Van Lerberghe · Van Meirhaeghe · Vanoverberghe · Vanspeybrouck · Vergaerde · Jel.Wallays · Jen.Wallays